# Griemeringhausen
Griemeringhausen ist ein Ortsteil von Marienheide in Nordrhein-Westfalen und besteht aus den beiden Teilen „Alt Griemeringhausen“ und „Neu Griemeringhausen.“

## Lage und Beschreibung
Der Ort liegt etwa 1,2 km östlich vom Gemeindezentrum Marienheide entfernt und ist mittlerweile lückenlos mit dem Gemeindekern verbunden. 
In Neu-Griemeringhausen wurden in den 1950er Jahren große Flächen bebaut. Anfang der 1990er Jahre haben sich viele Russlandmennoniten angesiedelt. 
Die Ortschaft wird am Südrand begrenzt durch die Wipper, besser bekannt als spätere Wupper. 
Im Nordosten schließt sich das Gewerbegebiet Griemeringhausen an. In den Jahren 1964 bis 1988 befand sich auf diesem Gelände die Raketenstellung des Flugabwehrraketenbataillons 22 der Bundeswehr mit etlichen Raketen des Typs „Nike“. 

## Wander- und Radwege
Durch Griemeringhausen hindurch führen drei überregionale Wanderwege: Die Straße der Arbeit, der Wupperweg und der Talsperrenweg X3, dazu die beiden Pilgerwege der Heidenstraße (Leipzig-Köln) und des Jakobsweges. Am östlichen Rand verläuft die Radroute Wasserquintett, ein Projekt im Rahmen der Regionale 2010.

## Talsperren
Im Norden der Siedlung liegt die Lingesesee-Talsperre und im Süd-Osten die Brucher-Talsperre.